# بوسبيرون
بوسبيرون (بالإنجليزية:  Buspirone )‏ اسمه التجاري بوسبار. هو عقار مضاد للقلق نفساني التأثير من فئة Azapirone الكيميائية. يستخدم بصفة أساسية لعلاج اضطراب القلق المعمم. وخلافاً لمعظم الأدوية المستخدمة في الغالب لعلاج القلق، فإن الخصائص الدوائية لعقار بوسبيرون لا علاقة لها بفئة البنزوديازيبينات أو الباربيتورات لذا فهو لا يحمل خطر التعود البدني أو الأعراض الإنسحابية المعروفة لتلك الأدوية.
تشمل الآثار الجانبية الشائعة لبوسبيرون الغثيان والصداع والدوخة وصعوبة التركيز و قد تكون هذه الآثار الجانبية من النوع الخطير كالهلوسة ومتلازمة السيروتونين والنوبات المرضية